# Fatality
Fatality (ang. ofiara śmiertelna) – rodzaj brutalnego ciosu, specjalny ruch kończący rozgrywkę, który występuje w serii gier komputerowych Mortal Kombat, używany przez gracza pod koniec walki. W przeciwieństwie do standardowych ciosów specjalnych, Fatality wymaga, oprócz odpowiednio szybkiego wprowadzenia sekwencji klawiszy zależnej od prowadzonej przez gracza postaci, także zachowania specyficznej odległości w stosunku do przeciwnika.
Fatality różnią się zależnie od wybranego przez gracza zawodnika. Ilość Fatality przypadających na postać różni się zależnie od części gry. W pierwszej części cyklu, a także w Mortal Kombat: Deadly Alliance wojownicy dysponowali po jednym Fatality, natomiast w pozostałych odsłonach serii mieli po dwa takie ruchy (wyjątkiem jest Shang Tsung w Mortal Kombat II posiadający aż trzy Fatality). Tradycyjnie najważniejsze postaci serii mają Fatality odzwierciedlające ich historie, bądź nadnaturalne umiejętności (w drugiej części cyklu jednym z Fatality Shang Tsunga jest odebranie oponentowi duszy; wedle historii tej postaci dusze ludzkie są głównym źródłem jego mocy).

## Geneza
Twórcy Mortal Kombat, Ed Boon i John Tobias, chcieli stworzyć grę, która byłaby zbliżona do najpopularniejszej we wczesnych latach 90. bijatyki Street Fighter II pod względem przebiegu rozgrywki, ale równocześnie zawierałaby nowe dla gatunku elementy. Początkowo w projekcie miał brać udział Jean-Claude Van Damme, ale odrzucił on propozycję programistów. 
Mortal Kombat zawiera wiele elementów rozgrywki tożsamych ze Street Fighter II, jak: pociski, pojedynki jeden-na-jeden oraz minigry. Elementy nowe dla gatunku to: osobny klawisz odpowiedzialny za parowanie ciosów przeciwnika, czy walki w trybie endurance (ang. wytrzymałość), gdzie gracz musi zmierzyć się z dwoma kierowanymi przez komputer zawodnikami, bez odzyskiwania utraconej energii. Najpopularniejszym wśród graczy nowo dodanym elementem okazał się jednak Fatality umożliwiający zabicie konającego przeciwnika (we wcześniejszych bijatykach oponenci byli przez gracza pokonywani, ale nie uśmiercani).